# تايلور فراي
تايلور فراي (بالإنجليزية: Taylor Fry)‏ هي ممثلة أمريكية، ولدت في 1 أغسطس 1981 في الولايات المتحدة.

## أعمال

### أفلام
- (1988) موت قاسي[3][4][5]

## وصلات خارجية
- تايلور فراي على موقع IMDb (الإنجليزية)
- تايلور فراي على موقع ألو سيني (الفرنسية)
- تايلور فراي على موقع أول موفي (الإنجليزية)
- تايلور فراي على موقع قاعدة بيانات الأفلام السويدية (السويدية)
- تايلور فراي على موقع قاعدة بيانات الفيلم (الإنجليزية)
- تايلور فراي على موقع كينوبويسك (الروسية)